# Niccolò Caetani
Niccolò Caetani (Roma, 23 de fevereiro de 1526 - Roma, 1º de maio de 1585), foi um cardeal do século XVII.

## Biografia
Nasceu em Roma em 23 de fevereiro de 1526. Filho de Camillo Caetani, terceiro duque de Sermoneta, primo do Papa Paulo III , e de sua segunda esposa, Flaminia Savelli. Patrício Napolitano. Seu sobrenome também consta como Gaetano; e como Caetani di Semoneta. Descendente da família do Papa Bonifácio VIII. Tio do Cardeal Enrico Caetani (1585). Tio-avô dos Cardeais Bonifazio Caetani (1606); e Antônio Caetani (1621). Tio-bisavô do cardeal Luigi Caetani (1626). Outro membro da família foi o cardeal Antonio Caetani (1402).
Desde a mais tenra infância foi preparado para a carreira eclesiástica, para a qual foi direcionado por ser um filho mais novo e as grandes esperanças de seu pai na proteção do cardeal Alessandro Farnese, futuro Papa Paulo III, seu primo de primeiro grau.
Ele tinha 10 anos quando foi promovido ao cardinalato.
O Papa Paulo III o chamou a Roma para receber as ordens menores.
Criado cardeal diácono no consistório de 22 de dezembro de 1536 e reservado in pectore . Administrador da Sé de Bisignano, 5 de março de 1537. Protonotário apostólico em 6 de novembro de 1537. Publicado no consistório de 13 de março de 1538; recebeu o barrete vermelho e a diaconia de S. Nicola em Carcere Tulliano, 16 de abril de 1538.
Eleito bispo de Conza em 8 de agosto de 1539. Consagrado em 2 de janeiro de 1564, em Roma, pelo cardeal Carlo Borromeo, arcebispo de Milão (nenhuma informação encontrada sobre os co-consagradores)). Promovido à sé metropolitana de Cápua, 5 de maio de 1546. Renunciou à administração da sé de Bisignano, 13 de março de 1549. Participou do conclave de 1549-1550, que elegeu o Papa Júlio III. Administrador da Sé de Quimper (Cornoauille), 14 de julho de 1550. Optou pela diaconia de S. Eustáquio, em 9 de março de 1552. Participou do conclave de abril de 1555, que elegeu o Papa Marcelo II. Participou do conclave de maio de 1555, que elegeu o Papa Paulo IV. Participou do conclave de 1559, que elegeu o Papa Pio IV. Governador de Cesi, 7 de janeiro de 1560. Renunciou à administração da sé de Quimper, 5 de abril de 1560. Participou do conclave de 1565-1566, que elegeu o Papa Pio V. Protetor da Escócia, 1570. Participou do conclave de 1572, que elegeu o Papa Gregório XIII. Camerlengo do Sagrado Colégio dos Cardeais, 6 de janeiro de 1577 a 8 de janeiro de 1578. Não participou do conclave de 1585, que elegeu o Papa Sisto V; morreu no dia em que o novo papa foi coroado.
Morreu em Roma em 1º de maio de 1585. Transferido para Loreto, foi sepultado na capela que mandou construir no Santuario della Santa Casa